# Schachtelsatz
Schachtelsatz wird als umgangssprachliche Bezeichnung für einen besonders komplexen Satz verwendet, der mehrfache Einbettungen von Nebensätzen ineinander aufweist (also mehrfache Hypotaxe). In einem engeren Sinn handelt es sich bei Schachtelsätzen um Sätze, bei denen die Nebensatzeinbettungen in der Mitte des Gesamtsatzes aufeinanderfolgen. Im Gegensatz dazu spricht man von einem Treppensatz (oder Kettensatz), wenn untergeordnete Nebensätze jeweils am Ende des zuvor begonnenen Gebildes eingefügt sind.
Treppensatz:
```
Eine Belohnung erhält

der
, 

der
 
denjenigen
 anzeigt,
        
der
 den 
Pfahl
 umgeworfen hat, 
                  
der
 an der 
Brücke
 stand... 
                               
die ...
          (etc.)                                       
```

Dasselbe als Schachtelsatz: 
„Der, der denjenigen, der den Pfahl, der an der Brücke stand, umgeworfen hat, anzeigt, erhält eine Belohnung.“
```
Der,
                                                              (*)

der
 
denjenigen
                                         anzeigt,
       
der
 den 
Pfahl,
                  umgeworfen hat,
               
der
 an der Brücke stand,                       
(*) ...erhält eine Belohnung.
```

Obwohl die syntaktische Komplexität im Wesentlichen die gleiche ist, ist die Verschachtelung im Sinne einer „zentralen Einbettung“ für Hörer/Leser erheblich schwieriger zu verarbeiten als die Auslagerung von Nebensätzen ans Ende. Eine Stapelung von mehreren Einbettungsschritten im Zentrum kann schnell zu völliger Unverständlichkeit führen.
Weitere Beispiele:
- „(…) und als sich die Soldaten in großer Masse näherten, ermordet er, sich scheuend zu fragen, wer von beiden Porsenna sei, damit er nicht durch Unkenntnis dem König selbst verrät, wer er sei, (…) Schreiber statt König.“[2]
- „Die, die die, die die Dietriche erfunden haben, verdammen, tun ihnen unrecht.“[3]
- „Wieder ist […] ein Jahr vergangen […]: allmählich wird mir dieser ewigwährende Zyklus ein wenig leid, wozu verschiedene Faktoren, deren Urheber ich in diesem Zusammenhang, um mich keinen Unannehmlichkeiten, deren Folgen, die in Kauf zu nehmen ich, der ich gerne Frieden halte, gezwungen wäre, nicht absehbar wären, auszusetzen, nicht nennen möchte, beitragen.“[4]
- Satirische Überhöhung:  „Sprich mit langen, langen Sätzen – solchen, bei denen du, der du dich zu Hause, wo du ja die Ruhe, deren du so sehr benötigst, deiner Kinder ungeachtet, hast, vorbereitest, genau weißt, wie das Ende ist [...]“ (Kurt Tucholsky: Ratschläge für einen schlechten Redner)